# Oldenhütten
Oldenhütten település Németországban, Schleswig-Holstein tartományban. Lakosainak száma 156 fő (2023. december 31.).

## Népesség
A település népességének változása:
| Lakosok száma | 160  | 153  | 161  | 158  | 160  | 147  | 156  |
|               | 1975 | 2014 | 2017 | 2019 | 2021 | 2022 | 2023 |